# Jimmy Panetta
James Varni "Jimmy" Panetta, född 1 oktober 1969 i Washington, D.C., är en amerikansk politiker (demokrat). Han är ledamot av USA:s representanthus sedan 2017.
Panetta gick i skola i Carmel High School och studerade sedan vid Monterey Peninsula College. Han avlade 1991 kandidatexamen vid University of California, Davis och 1996 juristexamen vid Santa Clara University.